# 1894
1894 (MDCCCXCIV) a fost un an obișnuit al calendarului gregorian, care a început într-o zi de marți.

## Evenimente

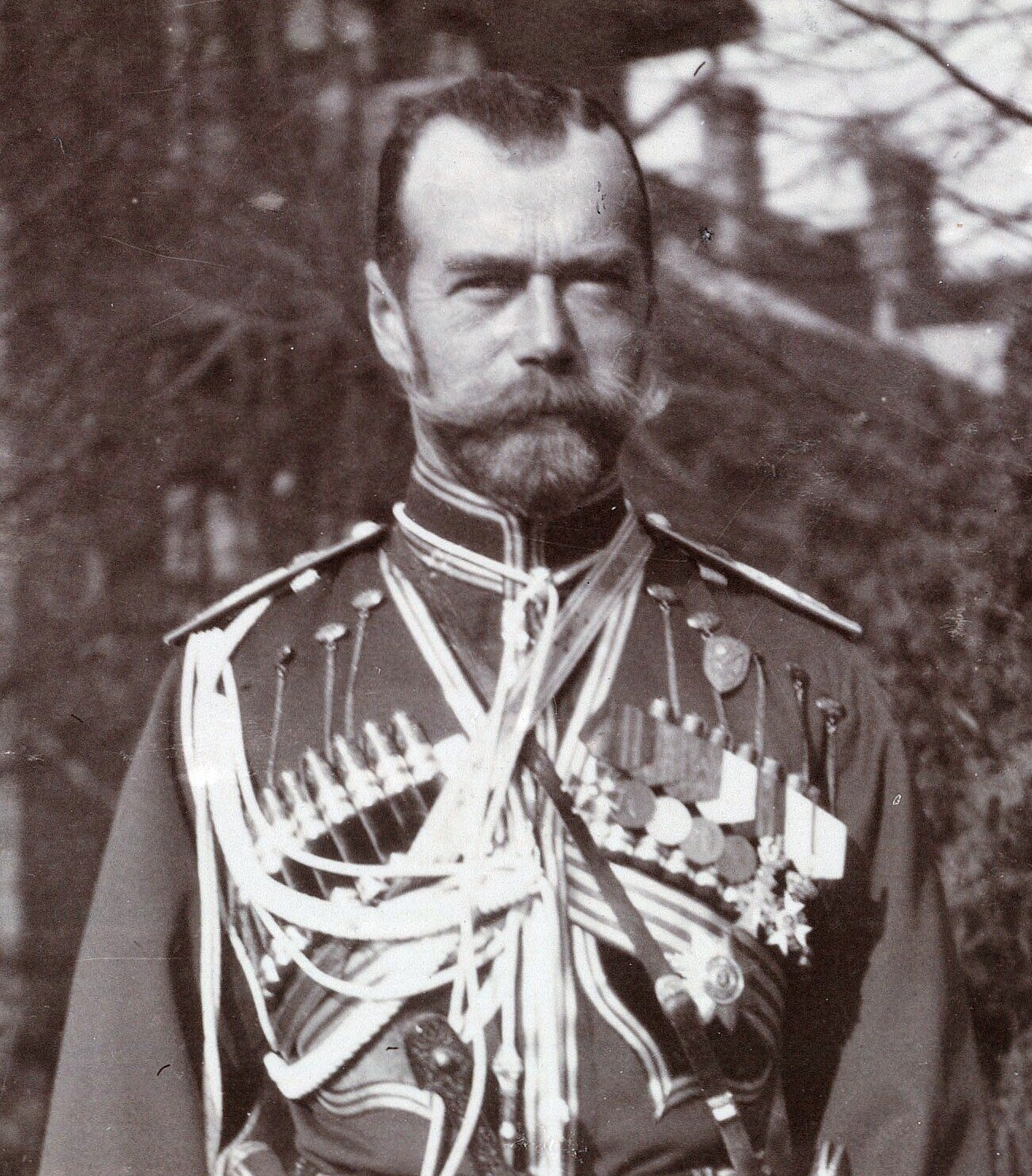
1 noiembrie: Nicolae al II-lea devine Țar al Rusiei.

### Iunie
- 23 iunie: La inițiativa lui Pierre de Coubertin, la Sorbona, este fondat Comitetul Internațional Olimpic.
- 24 iunie: Sadi Carnot, președintele Franței, este asasinat.
- 30 iunie: Tower Bridge din Londra se deschide pentru trafic.

### Octombrie
- 15 octombrie: Alfred Dreyfus este arestat pentru spionaj. Începe afacerea Dreyfus.

### Noiembrie
- 1 noiembrie: După moartea țarului Alexandru al III-lea al Rusiei urmează la tron fiul său, Nicolae al II-lea.
- 16 noiembrie: Turcii omoară 16.000 de armeni în Kurdistan.
- 26 noiembrie: Țarul Nicolae al II-lea al Rusiei se căsătorește cu Alexandra de Hesse-Darmstadt, prințesă de Hesse.

### Decembrie
- 9 decembrie: Se dă în folosință prima linie de tramvai electric din București.

### Nedatate
- 1894-1895. Războiul sino-japonez. Primul dintr-o serie de două războaie purtate de Japonia împotriva Coreei (la acea vreme satelit al Chinei). Al doilea s-a desfășurat între 1939-1945 și se referă la rezistența Chinei împotriva agresiunii japoneze pe teritoriul chinez.
- La București începe construirea Palatului Poștelor după planurile arhitectului Al. Săvulescu și finalizat în 1900.

## Arte, științe, literatură și filozofie
- 1 ianuarie: Apare la București revista bilunară „Vatra” condusă de I. Slavici, I.L. Caragiale și George Coșbuc.
- Ioan Slavici publică Mara.
- Thomas Alva Edison inventează cinetoscopul, primul aparat de proiecție care proiecta până la 46 de imagini pe secundă, dar care nu puteau fi vizionate decât de o singură persoană.
- William Ramsey și John William Strutt, au anunțat la Oxford descoperirea unui nou gaz, argonul.

## Nașteri

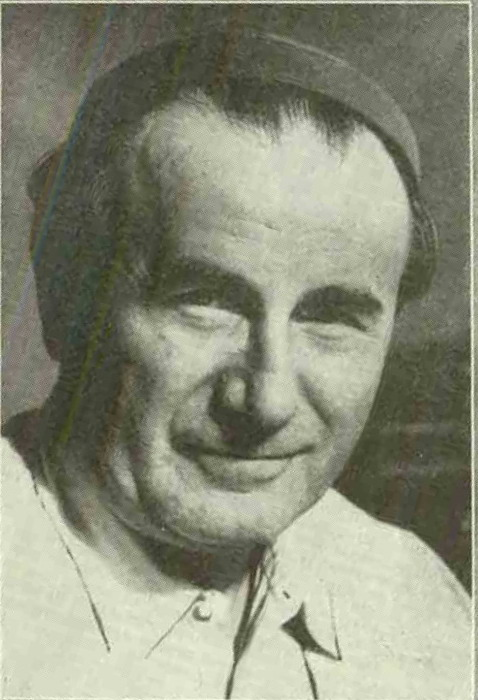
Camil Petrescu, romancier și dramaturg român
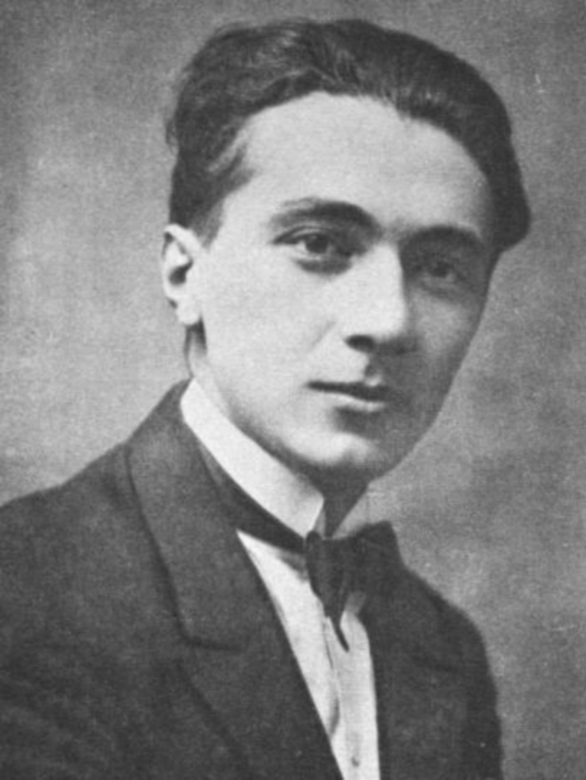
Păstorel Teodoreanu, poet, scriitor și publicist român
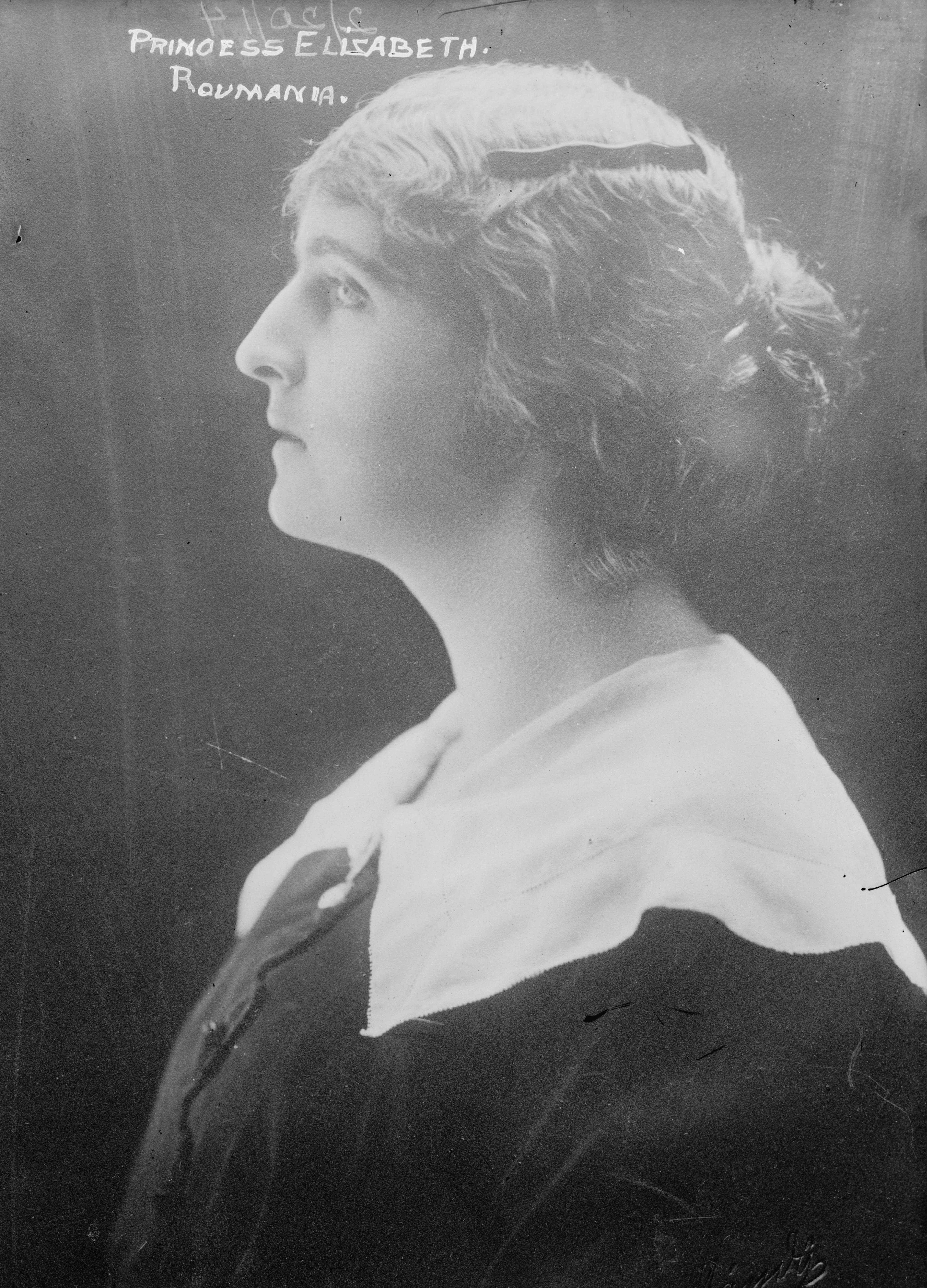
Regina Elisabeta a Greciei
Mihail Andricu, compozitor român

- 1 februarie: John Ford, regizor american de film (d. 1973)
- 1 februarie: Lucian Grigorescu, pictor român postimpresionist (d. 1965)
- 8 februarie: Ludwig Marcuse, filosof german (d. 1971)
- 12 februarie: Otilia Cazimir, poetă română (d. 1967)
- 9 aprilie: Camil Petrescu, romancier și dramaturg român (d. 1957)
- 17 aprilie: Nikita Sergheevici Hrușciov, politician sovietic, conducător al URSS (1953-1964), (d. 1971)
- 18 aprilie: Pamfil Șeicaru, ziarist și om politic român, întemeitorul ziarului Curentul (d. 1980)
- 23 aprilie: Gheorghe I. Mihăescu, scriitor român (d. 1935)
- 6 mai: Filip Lazăr, compozitor român (d. 1936)
- 30 mai: Ecaterina Logadi (n. Ecaterina Caragiale), fiica scriitorului I.L. Caragiale (d. 1987)
- 6 iunie: Sabin Drăgoi, compozitor și folclorist român (d. 1968)
- 23 iunie: Eduard al VIII-lea, rege al Angliei (d. 1972)
- 25 iunie: Hermann Oberth, unul dintre părinții fondatori ai rachetei și astronauticii, german (d. 1989)
- 26 iulie: Aldous Leonard Huxley, autor englez (d. 1963)
- 30 iulie: Păstorel Teodoreanu (n. Alexandru Osvald Teodoreanu), poet, scriitor și publicist român (d. 1964)
- 15 septembrie: Jean Renoir, regizor francez de film (d. 1979)
- 12 octombrie: Regina Elisabeta a Greciei, prima fiică a Regelui Ferdinand I al României și a Reginei Maria a României (d. 1956)
- 14 octombrie: Edward Estlin Cummings, poet american (d. 1962)
- 18 octombrie: Laurenția Arnăuțoiu, activistă română (d. 1962)
- 22 decembrie: Mihail Andricu, compozitor român, membru corespondent al Academiei Române (d. 1974)

## Decese
- 1 ianuarie: Heinrich Rudolf Hertz, 36 ani, fizician german (n. 1857)
- 1 martie: Károly Ács, 69 ani, scriitor, poet și traducător maghiar (n. 1824)
- 8 septembrie: Hermann Ludwig Ferdinand von Helmholtz, 73 ani, fizician german (n. 1821)
- 24 octombrie: Țarul Alexandru III al Rusiei, 49 ani (n. 1845)
- 20 noiembrie: Anton Grigorevich Rubinstein, 64 ani, pianist și compozitor rus de etnie evreiască (n. 1829)
- 27 decembrie: Francisc al II-lea al Celor Două Sicilii (n. Francesco d'Assisi Maria Leopoldo), 58 ani (n. 1836)